# Lóbulo renal

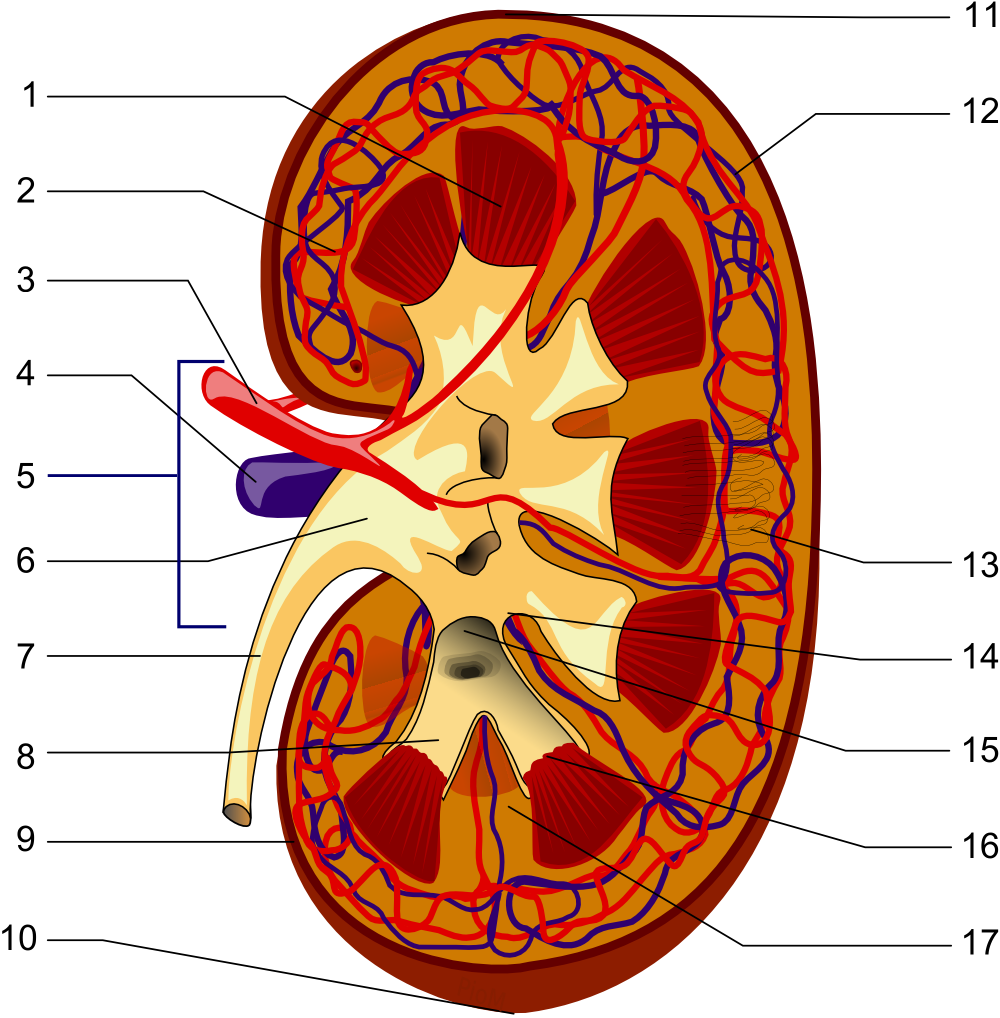
Un lóbulo renal consiste en una pirámide renal (n.º 1) y la corteza situada inmediatamente sobre ella.

Un lóbulo renal es la parte del riñón formado por una pirámide renal en forma de cono y la corteza renal situada sobre ella. En el ápice de cada pirámide se encuentra una papila renal, que se asienta sobre la estructura acampanada de un cáliz menor. Ambos, papila y cáliz, están compuestos por el mismo epitelio.